# Зоран Бановић
Зоран Бановић (Никшић, 14. октобар 1977) је бивши црногорски фудбалер.
За Бановића се очекивало да буде позван у репрезентацију Црне Горе на први званични меч против Мађарске, али се селектор Зоран Филиповић одлучио да га не позове, највише због чињенице да ретко добија шансу у првом тиму Црвене звезде.